# Stefano Garroni
Stefano Garroni (Roma, 26 gennaio 1939 – Roma, 13 aprile 2014) è stato un filosofo italiano.

## Biografia
Divide la sua attività tra impegno culturale e politico, sempre nell'ottica del marxismo e del movimento comunista. Laureatosi in filosofia all'Università La Sapienza di Roma, iniziò l'attività didattica come assistente prima, come ricercatore poi, presso la cattedra di Filosofia teoretica. Nello stesso tempo però collaborava a l'Unità, Paese Sera e Riforma della scuola. Nel 1964 lasciò il PCI e partecipò, con l'esplosione del “68” anche in Italia, alle vicende della Sinistra extraparlamentare, continuando l'attività di studioso di Marx con l'organizzazione di seminari, in particolare sui Grundrisse e sulla Critica dell’economia politica. Dal 1973 passa come ricercatore di filosofia al Consiglio Nazionale delle Ricerche.

## Gli studi
Attento studioso della psicoanalisi e di Freud, a cui dedicò tre monografie negli anni ottanta, iniziò dagli anni novanta a collaborare con l'Istituto Italiano per gli Studi Filosofici, volgendo i suoi studi a temi più propriamente filosofici. Di questo periodo sono alcune traduzioni di testi tedeschi (Hans Heinz Holz, Sconfitta e futuro del socialismo, Milano, Vangelista, 1994), la cura di classici della filosofia e del marxismo (Marx-Engels, Manifesto del partito comunista, Napoli, Laboratorio politico 1994; Engels cento anni dopo, Napoli, La Città del Sole, 1995; Charles de Brosses, (in collaborazione con A. Ciattini) Sul culto degli dei feticci, o Parallelo dell'antica religione egiziana con la religione attuale della Nigrizia, Roma, Bulzoni, 2000; Karl Marx, L'attualità de "La questione ebraica", Roma, Contropiano, 2002; Mao Zedong, Scritti filosofici, Napoli, La Città del Sole 2009), studi sul tema della dialettica. Garroni, che collabora da dieci anni alla rivista teorica cubana Marx Ahora, ha partecipato a diversi corsi o seminari sul marxismo e la dialettica a Cuba e in Brasile. È stato inoltre in collaborazione con il collettivo di formazione marxista "Maurizio Franceschini", che sta pubblicando giornalmente degli audio di filosofia di Marx, Engels, Lenin, Trotsky, Stalin, Wittgenstein, Feuerbach, Proudhon, Aristotele, Platone, e altro ancora.

## Opere

### Saggistica
- Premessa a Mao Tse-tung, Sul rapporto avanguardia-masse, Roma, Samonà e Savelli, 1970.
- Su Freud e la morale, Roma, Bulzoni, 1983.
- Sul perturbante, presentazione di Adriano Ossicini, Roma, Kappa, 1984.
- Quaderni freudiani, Napoli, Bibliopolis, 1988. ISBN 88-7088-207-1.
- Tra Cartesio e Hume, Roma, Kappa, 1991.
- traduzione di Hans Heinz Holz, Sconfitta e futuro del socialismo, a cura di Alessandro Mazzone, Milano, Vangelista, 1994.
- Su marxismo e stagnazione. Relazione per un seminario sul tema, organizzato dal Movimento per la pace e il socialismo, nell'ottobre 1990, Napoli, Laboratorio politico, 1994.
- Tracciati dialettici. Note di politica e di cultura, Roma, Kappa, 1994.
- Engels cento anni dopo, a cura di, Napoli, La città del sole, 1995. ISBN 88-86521-24-3.
- Introduzione a Hans Heinz Holz, Marx, la storia, la dialettica, Napoli, Laboratorio politico, 1996.
- Dialettica e differenza, Napoli, Città del Sole, 1997. ISBN 88-86521-59-6.
- Curatela con Alessandra Ciattini di Charles De Brosses, Sul culto degli dei feticci, o Parallelo dell'antica religione egiziana con la religione attuale della Nigrizia, Roma, Bulzoni, 2000. ISBN 88-8319-444-6.
- Dialettica e socialità, Roma, Bulzoni, 2000. ISBN 88-8319-523-X.
- Traduzione, introduzione e commento di Karl Marx, Introduzione a Per la critica dell'economia politica, del 1857, in "dialegesthai.org", 2001.
- Introduzione di e con Alessandro Mazzone e Mauro Casadio a Karl Marx, L'attualità de La questione ebraica, Roma, Contropiano, 2002.
- Introduzione a Mao Zedong, Scritti filosofici, Napoli, La città del sole, 2008. ISBN 978-88-8292-394-5.
- Letture marxiste di Hegel, Napoli, Città del Sole, 2013. ISBN 978-88-8292-311-2.
- Dialettica riproposta, a cura di Alessandra Ciattini, Napoli, Città del Sole, 2015. ISBN 978-88-8292-471-3.

#### Collettivo di formazione marxista "Maurizio Franceschini"
Opere curate collettivamente, e per questo non firmate, insieme a Mirko Bertasi, Alberto Cacciatore, Pina Felice ed Ermanno Semprebene.
- Finché c'è guerra c'è speranza, 2001.
- Riproposte dialettiche. Merce denaro partito, Roma, ilmiolibro.it, 2009.
- Ricerche marxiste, Roma, ilmiolibro.it, 2012.
- Ripensare Marx, Roma, ilmiolibro.it, 2014.

### Articoli
- Max Weber e il destino della ragione, in "l'Unità", 4 maggio 1965, p. 6.
- Marxismo e sociologia, in "l'Unità", 29 maggio 1965, p. 6.
- Kant, Humboldt e la democrazia moderna, in "l'Unità", 6 luglio 1965, p. 6.
- Il «partito filosofico» nel secolo dei lumi. Una raccolta di saggi di Paolo Alatri, in "l'Unità", 3 agosto 1965, p. 6.
- Marx e la dialettica. Due volumi di Galvano della Volpe e Mario Dal Pra, in "l'Unità", 4 agosto 1965, p. 6.
- Umanesimo e pedagogia del lavoro, in "l'Unità", 13 agosto 1965, p. 6.
- Aristocratici in ritardo, in "l'Unità", 20 agosto 1965, p. 6.
- In italiano gli «Annali» di Marx e Ruge, in "l'Unità", 25 agosto 1965, p. 6.
- Cultura e professione in un fascicolo di «Scuola e città», in "l'Unità", 3 settembre 1965, p. 8.
- L'autonomia universitaria contro il disegno capitalistico, in "l'Unità", 29 ottobre 1965, p. 6.
- L'Internazionale e gli anarchici. La polemica di Engels nel confronti di Bakunin, in "l'Unità", 21 novembre 1965, p. 10.
- La rivolta religiosa nelle campagne. Una ricerca storico-sociologica di Antonio Moscato e Maria Novella Pierini, in "l'Unità", 28 dicembre 1965, p. 8.
- Le professioni si moltiplicano ma la scuola non lo sa, in "l'Unità", 15 aprile 1966, p. 8.
- Come educare i bambini nella società moderna? Un bel libro di E.H. Erikson, in "l'Unità", 22 aprile 1966, p. 10.
- La scuola giapponese a rimorchio dell'industria. Un fascicolo speciale de «I problemi della pedagogia», in "l'Unità", 6 maggio 1966, p. 8.
- L'autogoverno universitario nella coscienza degli occupanti, in "l'Unità", 13 maggio 1966, p. 8.
- Antropologia e filosofia, in "l'Unità", 14 giugno 1966, p. 8.
- Un dibattito su morale e società, in "l'Unità", 29 giugno 1966, p. 8.
- Radiografia della classe media americana. «I colletti bianchi»: una ricerca di C. Wright Mills, in "l'Unità", 24 agosto 1966, p. 8.
- Alla ricerca del terapista di gruppo, in "l'Unità", 20 marzo 1980, p. 8.
- Le sorprese che ci riserva il notes del dottor Freud, in "l'Unità", 23 aprile 1980, p. 3.
- Foto di gruppo con analista, in "l'Unità", 13 giugno 1980, p. 3.
- Se la ragione gioca a mosca cieca, in "l'Unità", 4 settembre 1980, p. 6.
- Gli psicologi di Stato, in "l'Unità", 11 settembre 1980, p. 9.
- La crisi della ragione e il consigliere delegato, in "l'Unità", 9 dicembre 1980, p. 3.
- Dallo psicanalista c'è l'uomo sociale, in "l'Unità", 21 maggio 1981, p. 9.
- Riviste, in "l'Unità", 28 maggio 1981, p. 9.
- I due volti di un filosofo, in "l'Unità", 17 settembre 1981, p. 9.
- Un ritocchino a Marx in stile anni 50, in "l'Unità", 1 ottobre 1981, p. 9.
- Socratismo di Wittgenstein e family resemblance, in "L'uomo. Società, tradizione, sviluppo", v. 4, n. 1 (1991), p. 41-55.
- I Fisiocratici, in "dialegesthai.org", 2002.
- I fisiocratici nella lettura di Marx, in "dialegesthai.org", 2002.
- Note sulla problematica dialettica di Gramsci, in "dialegesthai.org", 2002.
- Nota sui limiti della prospettiva dialettica di Hegel e di Marx, in "dialegesthai.org", 19 luglio 2002.
- Formalismo e critica marxista (G. Lukàcs, A. Schaff, H.H. Holz), in "Metábasis", anno I, n° 2, settembre 2006.
- Lavoro produttivo e/o improduttivo, in Karl Marx, in "Metábasis", anno II, n° 4, novembre 2007.